# 生きるべきか死ぬべきか

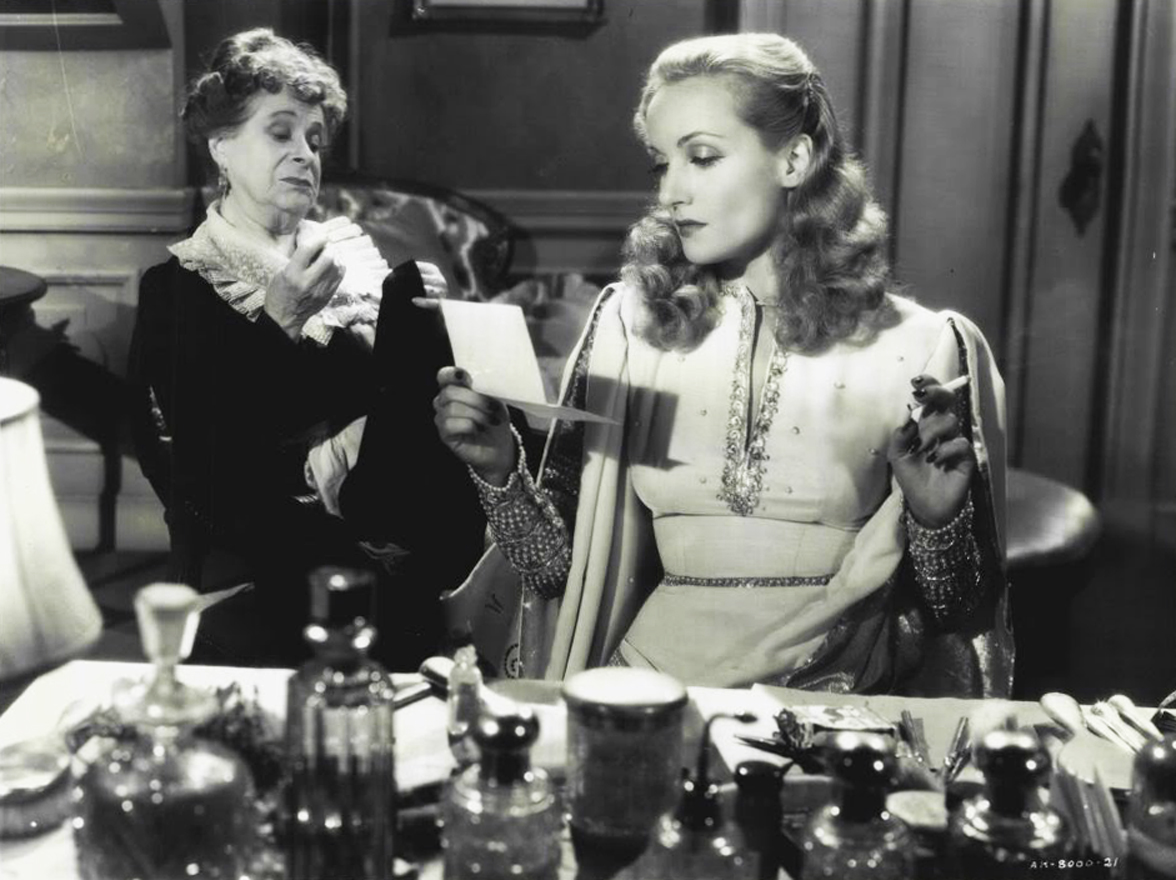
キャロル・ロンバード

『生きるべきか死ぬべきか』（いきるべきかしぬべきか、To Be or Not to Be）は、1942年に製作されたアメリカ合衆国のコメディ映画。ドイツ出身のエルンスト・ルビッチが監督で、キャロル・ロンバードが主演した反ナチス喜劇映画で、ロンバードの死後に封切られた。ハンガリー人の戯曲家レンジェル・メニヘールトが、友人のルビッチのために書いた『ポーランドはまだ失われてはいない』をルビッチが映画化したもので、ポーランドの国民賛歌のような意味合いを持った作品であり、戦後のナチスを風刺した戦争喜劇映画に大きな影響を与えた。
メル・ブルックス製作・主演による『メル・ブルックスの大脱走』は本作のリメイク作品。

## あらすじ
第二次世界大戦の真っ只中。周辺の国々がドイツの手に落ち、侵攻の日が刻一刻と近づくポーランドの首都ワルシャワで、連日大入満員を誇るトゥーラ一座。座長で自称ポーランドの偉大な名優であるヨーゼフの妻マリアは、ヨーゼフが十八番のウィリアム・シェイクスピアの『ハムレット』の中の名台詞「生きるべきか死ぬべきか」を合図に、マリアのファンであるポーランド空軍のソビンスキー中尉と楽屋で会っていた。舞台の上の夫に知られないまま三角関係が続くと思われたが、突如ドイツが宣戦布告してポーランドに攻め込んで来た。
一方、ソビンスキーはポーランド侵攻の際にイギリスに駐留し、ドイツ軍への反撃の準備を進めていた。ある夜、空軍のサロンで秘密任務の遂行の為ポーランドへ向かう事を打ち明けたシレツキー教授にソビンスキーはマリアに逢引に使うメッセージを伝えるよう頼んだ。しかし、シレツキーの態度に疑問を抱く。実はシレツキーはナチスのスパイで、ソビンスキー以外にもポーランドで地下組織の活動をする人の情報を集めていた。もしこのままシレツキーを本国へ行かしたら地下組織の情報がナチスに漏れて地下組織は壊滅してしまう。シレツキーを追ってリストを奪い、シレツキーを暗殺せよとの指令を受けソビンスキーは単身ポーランドへ向かう。
ソビンスキーは無事にワルシャワに着きマリアと再会するが、ソビンスキーを休ませてる間に、シレツキーの命令でソビンスキーから託されたメッセージを知らせるために憲兵を使ってマリアを連行さして来た。その場を何とかごまかして家に帰られたものの、ヨーゼフに見つかり関係がばれてしまった。ソビンスキーは仕方なくすべてを白状した上で、地下組織の危機を打ち明けて二人に協力を求める。そこで三人はシレツキーをマリアが引き止め、その間に偽のゲシュタポの支部を作りそこにシレツキーを誘い込み、ソビンスキーがシレツキーを始末する作戦を思いついた。早速マリアはシレツキーにデートの約束を取り付け、ヨーゼフは劇場に偽のゲシュタポ支部を作りシレツキーが会う約束をしている「収容所の鬼」と呼ばれワルシャワで権勢を振るっていたエアハルト大佐に変装する。一座の役者達を巻き込んで大芝居が始まった。
首尾よくシレツキーを暗殺し、シレツキーが製作した地下組織のリストも処分して解決したと思ったが。辻褄を合わせる為ヨーゼフは今度はシレツキー教授に変装してエアハルトのいるゲシュタポの支部へ行くことになってしまった。そこでも何とか立ち回ったが、運悪く隠していたシレツキーの死体が見つかってしまった。しかし、総統であるヒトラーが一座の公演を見学に来ることを知り、そこでヨーゼフたちは一座のメンバーをイギリスへ逃がす計画を考えた。

## キャスト
- キャロル・ロンバード：マリア・トゥーラ（吹替：金子亜矢子）
- ジャック・ベニー：ヨーゼフ・トゥーラ（吹替：戸田皓久）
- ロバート・スタック：ソビンスキー中尉
- ライオネル・アトウィル：ラウィッチ
- フェリックス・ブレサート：グリーンバーグ
- シグ・ルーマン：エアハルト大佐
- トム・デューガン：ブロンスキー
- スタンリー・リッジス：アレクサンダー・シレツキー教授